# Castle Rock (fiktív település)
Castle Rock egy fiktív Maine állambeli konzervatív republikánus kisváros, Stephen King számos művének helyszíne, amely jó néhány sötét titkot rejt.
Első alkalommal az Éjszakai műszak (könyv) (1978) című novelláskötetben bukkan fel, majd számos művében ismét előkerül. Utolsó, itt játszódó alkotása a Hasznos Holmik (1991) című regény, de a szerző későbbi műveiben is rendszeresen megemlíti.

## Földrajzi elhelyezkedés
King szándékosan sosem határozta meg pontosan a fiktív idilli kisváros földrajzi elhelyezkedését, de regényeiből kitűnik, hogy közel van a Maine állambeli Bangorhoz, és újra meg újra megemlíti a szintén ebben az államban fekvő Portland városát is. A Hasznos Holmik című műben úgy fogalmaz, hogy a település Maine állam nyugati részén található.
Castle Rock városa a Castle Rock County körzethez tartozik. Ebben a körzetben található a Castle Lake (Castle-tó), a Dark Score Lake (Sötét Tükör-tó), valamint a Lake Kashwakamak (Kashwakamak-tó) is, amelyek szintén több King-alkotásban feltűnnek.
1959-ben az adatok szerint 1280 lakosa volt, 1991-ben mintegy 1500.

## Hatások
Castle Rock megteremtését Howard Phillips Lovecraft művei inspirálták, aki egyébként is nagy hatással volt Kingre. Lovecraft kitalált három új-angliai kisvárost (Arkham, Dunwich és Innsmouth), és King ezt az ötletet kölcsönözte ki, amikor létrehozta Jerusalem’s Lot, Castle Rock és Derry fiktív települést.
Magát a nevet minden bizonnyal William Golding A legyek ura című művéből kölcsönözte az író: Jack Merridew a Castle Rock elnevezésű területen állítja fel a rivális tábort.

## A város felbukkanása időrendi sorrendben
- Éjszakai műszak (novella, Éjszakai műszak, 1978)
- Végítélet (1978)
- A holtsáv (regény) (1979)
- Cujo (regény) (1981)
- Állj ki mellettem (kisregény, A remény rabjai, 1982)
- A remény rabjai (kisregény, A remény rabjai, 1982)
- Creepshow – A rémmesék könyve (Jordy Verrill magányos halála, 1982)
- Nona (novella, Csontkollekció, 1978)* Ottó bácsi kocsija (novella, Csontkollekció, 1985)
- Mrs. Todd rövid útjai (novella, Csontkollekció, 1985)
- Nagyi (novella, Csontkollekció, 1985)
- Halálos árnyék (1989)
- A Napkutya (kisregény, Titkos ablak, titkos kert, 1990)
- Hasznos Holmik (1991)
- Bilincsben (1992)
- Nekünk épül a ház (novella, Rémálmok és lidércek, 1993)
- Tóparti kísértetek (1998)
- Tom Gordon, segíts! (1999)
- Álomcsapda (2001)
- A fekete öltönyös férfi (novella, Minden haláli, 2002)
- A Golyó (novella, Minden haláli, 2002)
- Lisey története (2006)
- N. (novella, Napnyugta után, 2008)
- A Búra alatt (2009)
- Premium Harmony (novella, 2009)
- Egy jó házasság (kisregény, Minden sötét, csillag sehol, 2010)
- 11/22/63 (2011)
- Újjászületés (2014)
- Gwendy’s Button Box (2017)
- Emelkedés (2019)

## Érdekességek
King fiktív városának a neve szolgált alapjául a Castle Rock Entertainment elnevezésű filmes cégnek. Miután Rob Reiner nagy sikerrel filmesítette meg az Állj ki mellettem című kisregényt, amelyben szintén szerepel a város, ezt a nevet választotta az alapításkor. A cég azóta számos King-regényt filmesített meg.
Az Egyesült Államokban számos valódi Castle Rock is létezik.